# Omiodes origoalis
Omiodes origoalis là một loài bướm đêm trong họ Crambidae.